# Ambo (preekstoel)
Een ambo is een benaming voor een kleine stenen preekstoel in oudchristelijke basilieken.
Vaak waren er twee ambo's aan de uiteinden van de afsluiting van het koor en het schip van de kerk. Zij waren bestemd voor de lezing van het epistel en het evangelie. Onder invloed van de vernieuwing van de liturgie sinds het Tweede Vaticaans Concilie is de ambo weer in gebruik geraakt. Net als in de vroegchristelijke tijden worden tijdens de Dienst van het Woord de eerste lezing, de antwoordpsalm, het alleluiavers en het evangelie vanaf de ambo gelezen of gezongen. Ook de homilie en de voorbede gebeuren aan de ambo.

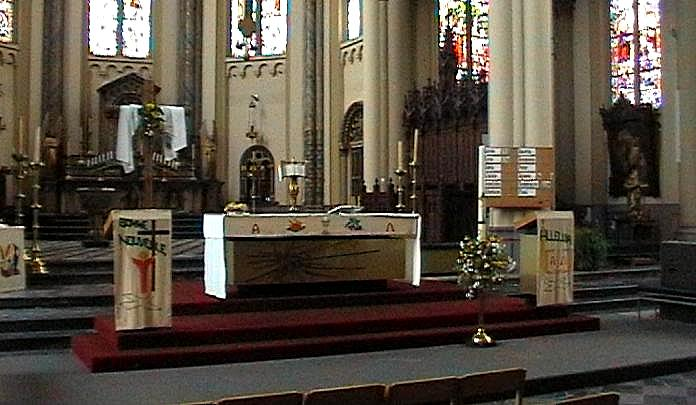
De beide ambo's en het altaar in de Sint-Fiacriuskerk van Dison bij Verviers

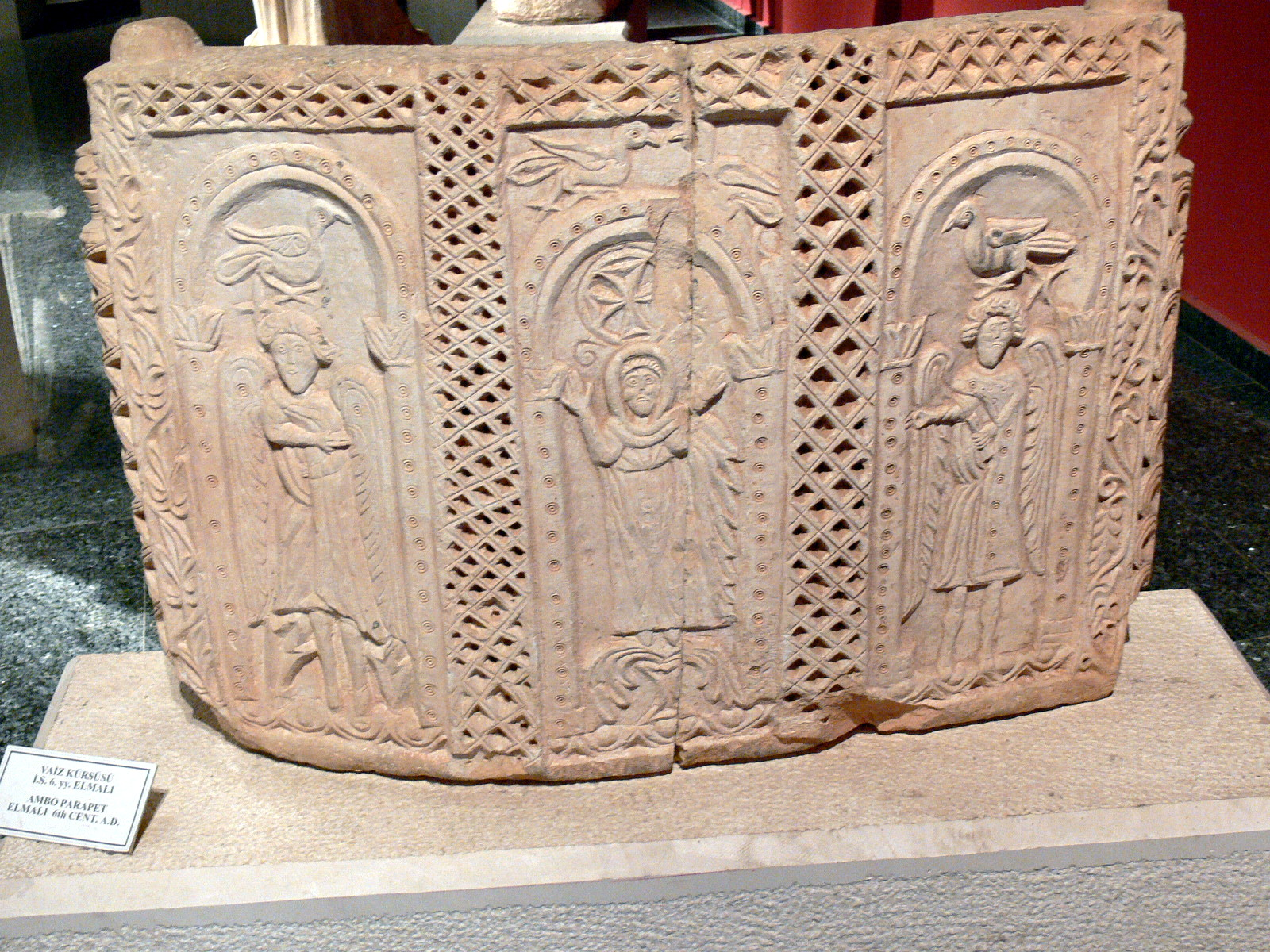
Ambo (6e eeuw), Vaiz Kürsüsü (preekstoel, Elmalı) met Maria tussen twee engelen,Antalya Archaeological Museum, Turkije.